# 平田職忠

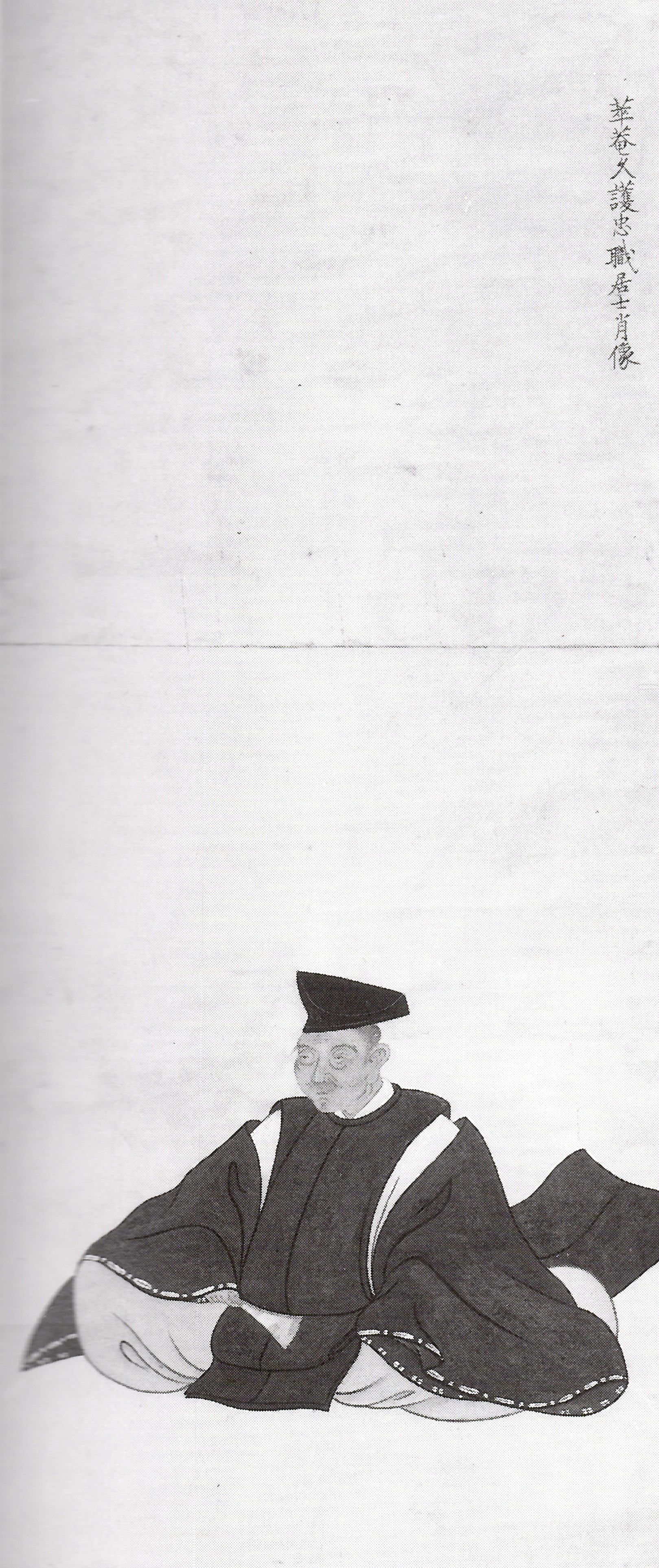
平田職忠像(京都大学総合博物館蔵)

平田 職忠（ひらた もとただ、天正8年〈1580年〉 - 万治3年6月16日〈1660年7月23日〉）は、安土桃山時代から江戸時代初期にかけての地下官人・有職家。兵庫頭・深尾職久の子。大蔵大輔・平田職清の養嗣子。官位は正四位上・蔵人所出納・大蔵大輔。号は萃庵。

## 経歴
平田家庶流の出身だが、宗家である伯父の職清の養子となる。天正14年（1586年）従五位下・左近衛将監に叙任される。舟橋秀賢に有職故実を学び、「官職学の中興」として知られた。後陽成上皇にも有職故実を伝授して、慶長13年（1608年）には北畠親房が著した『職原抄』の校訂・刊行を行っている。
慶長20年（1615年）左衛門大尉を兼ね、北面武士（上北面）の資格で院昇殿が許される。また、子息の晃海が師の天海とともに徳川家康に仕えたことから江戸幕府の評価も高く、慶長年間以後は蔵人方地下官人を統率する催官人の地位に抜擢された。元和6年（1620年）閏12月に大蔵大輔、翌元和7年（1621年）正月には従四位上に叙任され、平田家代々の極位極官に昇った。
更に寛永元年（1624年）同家として初めてとなる正四位下の叙位を受け、寛永5年（1628年）には正四位上に至った。なお、職忠より後に正四位に昇ったのは幕末期の職寅（正四位下）のみで、正四位上にまで至ったのは職忠ただ一人となっている。寛永11年（1634年）には蔵人所出納が官務の権限を侵しているとして壬生孝亮から訴えられるが、職忠は江戸幕府の意向を得ていることを理由にこれを躱し、引き続き出納による蔵人方官人の支配が認められた。寛永13年（1636年）に致仕し、萃庵を号した。
万治3年（1660年） 6月16日卒去。享年81。墓所は浄福寺にある。

## 人物
多くの著作を残し、『官職便覧』『童訓略頌』などがある他、徳川家康以下3代の将軍宣下に関する記録（将軍宣下記）も作成している。また、古くは『魚魯愚鈔』の著者とされていたが、近年では否定されている。

## 官歴
『地下家伝』による。
- 天正14年（1586年） 9月26日：従五位下、左近衛将監
- 慶長3年（1598年） 正月6日：従五位上
- 慶長9年（1604年） 12月14日：豊後守
- 慶長17年（1612年） 正月5日：正五位下
- 慶長20年（1615年） 正月11日：兼左衛門大尉。4月7日：聴院昇殿補上北面
- 元和3年（1617年） 3月11日：従四位下
- 元和6年（1620年） 閏12月9日：大蔵大輔
- 元和7年（1621年） 正月6日：従四位上
- 寛永元年（1624年） 日付不詳：正四位下
- 寛永5年（1628年） 2月8日：正四位上（御推叙）
- 寛永13年（1636年） 日付不詳：致仕（号華菴）
- 万治3年（1660年） 6月16日：卒去

## 系譜
『地下家伝』による。
- 養父：平田職清
- 父：深尾職久
- 母：多忠宗の娘
- 妻：河越宗也の娘
  - 男子：平田職在（1601-1686）
- 生母不詳の子女
  - 男子：晃海